# Велика харта на европейските университети
Великата харта на европейските университети (на латински: Magna Charta Universitatum Europearum) е крайния резултат от предложението, отправено от Университета в Болоня през 1986 г. до най-старите европейски университети. Идеята за „Магна харта“ е приета с ентусиазъм.
По време на среща в Болоня през юни 1987 г. делегатите на 80 европейски университета избират осемчленен съвет състоящ се от председателят на Асоциацията на европейските университети (на английски: European University Association) и на ректорите на университетите в Болоня, Париж I, Льовен, Барселона, проф. Джузепе Капуто (от Университета в Болоня), проф. Мануел Нунес Енкабо (председател на подкомисията за университетите на Парламентарната асамблея на Съвета на Европа).
Документът, изготвен в Барселона през януари 1988 г., е подписан от всички ректори които са в Болоня, за да отпразнуват 900-годишнината на Алма матер на Болонския университет.
Целите на този документ са отчитайки най-дълбоките ценности на университетските традиции – да насърчи силните връзки между европейските университети или академичната мобилност (на английски: Academic mobility). 
Великата харта поставя началото на болонския процес с изграждането на единно Европейско пространство за висше образование (на английски: European Higher Education Area (EHEA)).